# (18572) Rocher
(18572) Rocher est un astéroïde de la ceinture principale.

## Description
(18572) Rocher est un astéroïde de la ceinture principale. Il fut découvert le 28 novembre 1997 à Caussols par le projet ODAS. Il présente une orbite caractérisée par un demi-grand axe de 2,26 UA, une excentricité de 0,18 et une inclinaison de 1,8° par rapport à l'écliptique.

## Compléments